# IC 1024
IC 1024 ist eine Galaxie vom Hubble-Typ S im Sternbild Jungfrau an der Ekliptik. Sie ist rund 66 Millionen Lichtjahre von der Milchstraße entfernt.
Das Objekt wurde am 2. Juni 1891 von Stéphane Javelle entdeckt.